# Processoppia mihelcicana
Processoppia mihelcicana är en kvalsterart som först beskrevs av Ohkubo 2003.  Processoppia mihelcicana ingår i släktet Processoppia och familjen Oppiidae. Inga underarter finns listade i Catalogue of Life.